# Super Académie
 (septembre 2019).
Si vous disposez d'ouvrages ou d'articles de référence ou si vous connaissez des sites web de qualité traitant du thème abordé ici, merci de compléter l'article en donnant les références utiles à sa vérifiabilité et en les liant à la section « Notes et références ».
Super Académie (Sidekick) est une série télévisée d'animation canadienne en 52 épisodes de 22 minutes créée par Todd Kauffman et Joey So, produite par Nelvana et diffusée du 3 septembre 2010, au 14 septembre 2013 sur YTV.
En France, la série a été diffusée sur Canal J, et au Québec à partir du 3 septembre 2011 sur Vrak. La série est aussi diffusée sur Télétoon depuis le 4 décembre 2023

## Épisodes

### Première saison (2010-2011)
1. Maxum Man au carré !
2. Être ou ne pas être à la fête
3. Ils sont tous gaga
4. De super vilain en fils
5. Un vilain problème
6. Le héros à Lunette
7. Que la cyber-fête commence
8. Salut poupée
9. Les super corvées
10. La maman de
11. Maxum Le monstre moustachu
12. Un voyage en famille
13. La crise d'identité
14. Le poupon des ténèbres
15. Problèmes internes
16. Réalité virtuelle
17. Le mini-golf infernal
18. Une brute de hamburger
19. La coupe des assistants-vilains
20. On s'amuse en famille
21. Une spore spéciale!
22. Le deuxième choix
23. Une journée de 24 millions d'heures!
24. Super Halloween
25. Éric au carré
26. Len réseau social
27. Maxum menteur
28. Nuit blanche à Superbourg
29. En mode Kud Fu
30. Les collectionneurs zombies
31. Sous le feu des gui-missiles
32. Gelé de vous connaître
33. Le bon vieux temps
34. Les nouvelles de 11h00
35. Protection gonflable
36. Les évadés de Razumatraz
37. Gants en cavale
38. En avant la musique
39. Parfaite point com
40. Super format
41. Ma momie d'amour
42. Assistant-vilain d'un jour
43. Pour l'amour du théâtre
44. Pamplemouski et fils
45. Éric, le pauvre orphelin
46. Attention, assistants : action
47. Super emplettes
48. Le courant ne passe plus
49. Quatre, c'est pas d'la tarte
50. Amis ou ennemis
51. La Cyber-pause
52. Trouble de famille!

### Deuxième saison (2011-2012)
1. Bouton, toi, mon frère
2. La plus super journée de l'année
3. Combats amoureux
4. Un side car nommé Désir!
5. Tous en piste
6. Ennuis de fourmis
7. Le séducteur à lunettes
8. Défi.net
9. Le nouveau qui vient du sombre lagon
10. Forteresse de la Maxumitude
11. Crâneur chez les Craniens
12. Quel est son secret?
13. La maison d'Helmut
14. Top-modèles
15. Éric l'époustouflant
16. Victor le héros
17. Les médiocres aventures d'Éric et Victor
18. La gerbille maléfique
19. Signe-moi ça!
20. Maîtres ou assistants
21. La Terre avant Gronk
22. Moi, assistant robot
23. Super bébés et aventures
24. Annie-o et Éric-et
25. Super Assistant
26. La Maxum-méthode
27. Mel et son rat
28. Assistant-chef

### Troisième saison (2012-2013)
1. Le chouchou
2. Opossum man
3. Matière et idées noires
4. Les lentilles Laser de XOX
5. Oh Victor, où es-tu donc?
6. XOX et son virus
7. Eric et le Shangri-la cybernétique
8. Tim Van Grand-Jeté
9. La nouvelle Maxum-mobile
10. Maxum men
11. Houlaballou
12. Agente et argent
13. Multi-Éric
14. XOX le gentil
15. Le patient exigeanglais
16. La soirée parents-maîtres extrême
17. Éric au conseil
18. Turbo fauteuil
19. OppoXox
20. Le Vapo Loft
21. La cours de Trolls
22. concours d'animaux
23. Ceux qui ne peuvent enseigner
24. Avenir et confusion

## Distribution

### Voix originales
- Scott McCord : Martin Troublemeyer
- Ron Rubin : Master XOX
- Christian Potenza : Trevor Troublemeyer
- Miklos Perlus : Eric Needles

### Voix québécoises
- Élyse Marquis : Maxum Maman
- François Sasseville : Drilliam Shakespeare
- Hugolin Chevrette : Victor Troublebutor
- Philippe Martin : M. Troublebutor
- Stéphane Rivard : Maître XOX
- Sylvain Hétu : Maire
- Louis-Philippe Dandenault : Maxum Cyber
- Tristan Harvey : Pamplemouski
- Pierre Chagnon : Maxum Man
- Éveline Gélinas : Vana Glamma
- Émilie Bibeau : Kitty Ko
- Gabriel Lessard : Éric Écharde

 Source et légende : version québécoise (VQ) sur Doublage.qc.ca

## Diffuser
Aux États-Unis, la série a été créée sur Cartoon Network aux côtés d'Tous en slip ! du 13 juin 2011 jusqu'en octobre 2012.
La série a également été diffusée sur Qubo du 27 mars 2017 au 24 août 2019.
Cependant, elle est revenue le 4 avril 2020, mais a de nouveau quitté le programme le 25 juillet 2020.
En Australie et en Nouvelle-Zélande, la série a été créée sur ABC3, plus tard également sur Network Ten le 23 novembre 2011 et plus tard sur Disney XD le 9 avril 2015.
Au Royaume-Uni et en Irlande, la série a été créée sur CBBC le 1er septembre 2014.
Il diffuse actuellement des rediffusions sur YTV, Cartoon Network et Disney XD au Canada.
La série est diffusée sur Pluto TV et Tubi.